# Kameničky (Trhová Kamenice)
Kameničky je malá vesnice, část městyse Trhová Kamenice v okrese Chrudim. Nachází se asi 2,5 km na severozápad od Trhové Kamenice. V roce 2009 zde bylo evidováno 47 adres. V roce 2001 zde trvale žilo 35 obyvatel.
Kameničky leží v katastrálním území Trhová Kamenice o výměře 13,12 km2.
Ve vesnici roste památná lípa velkolistá.

## Další fotografie

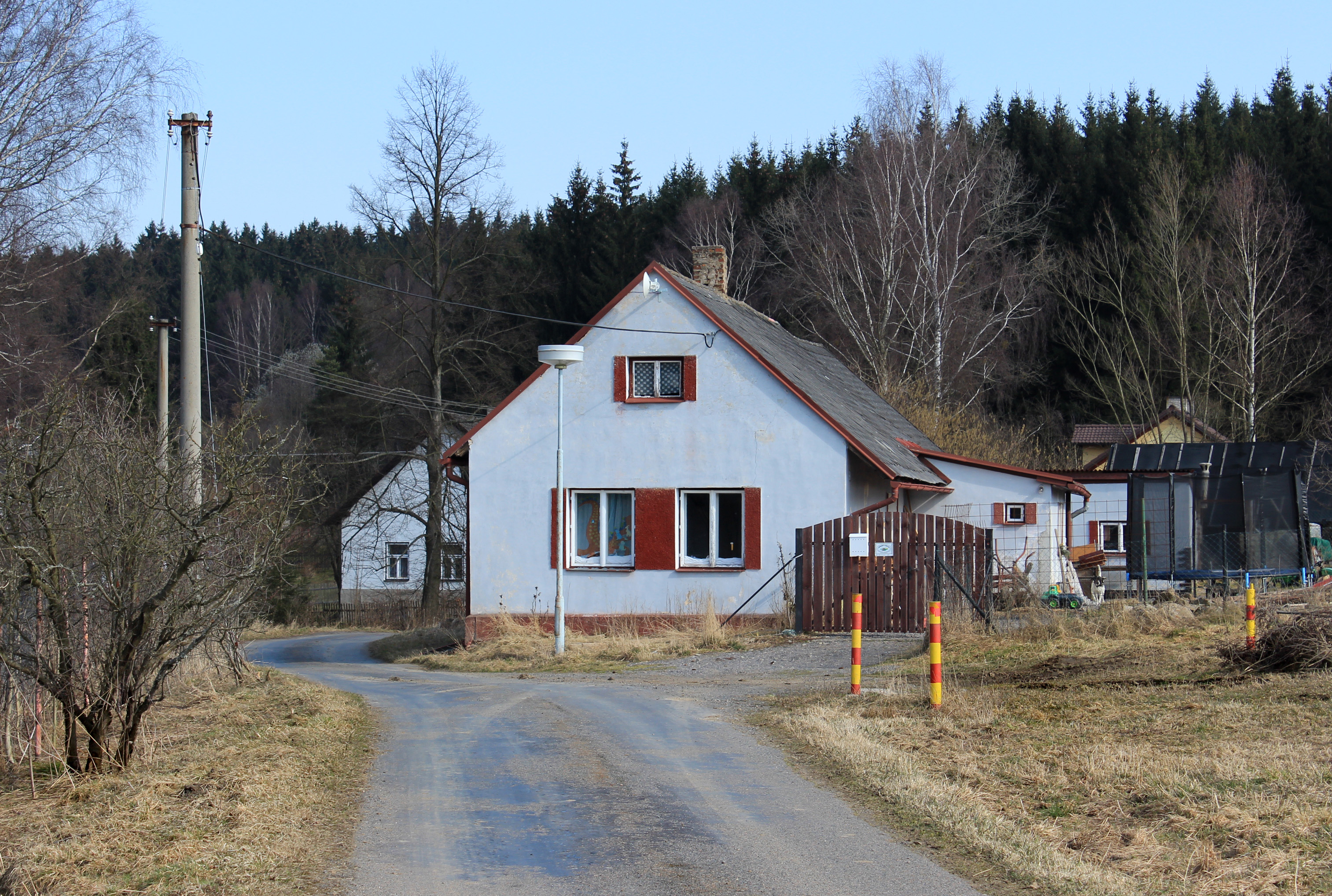
Příjezd do vesnice
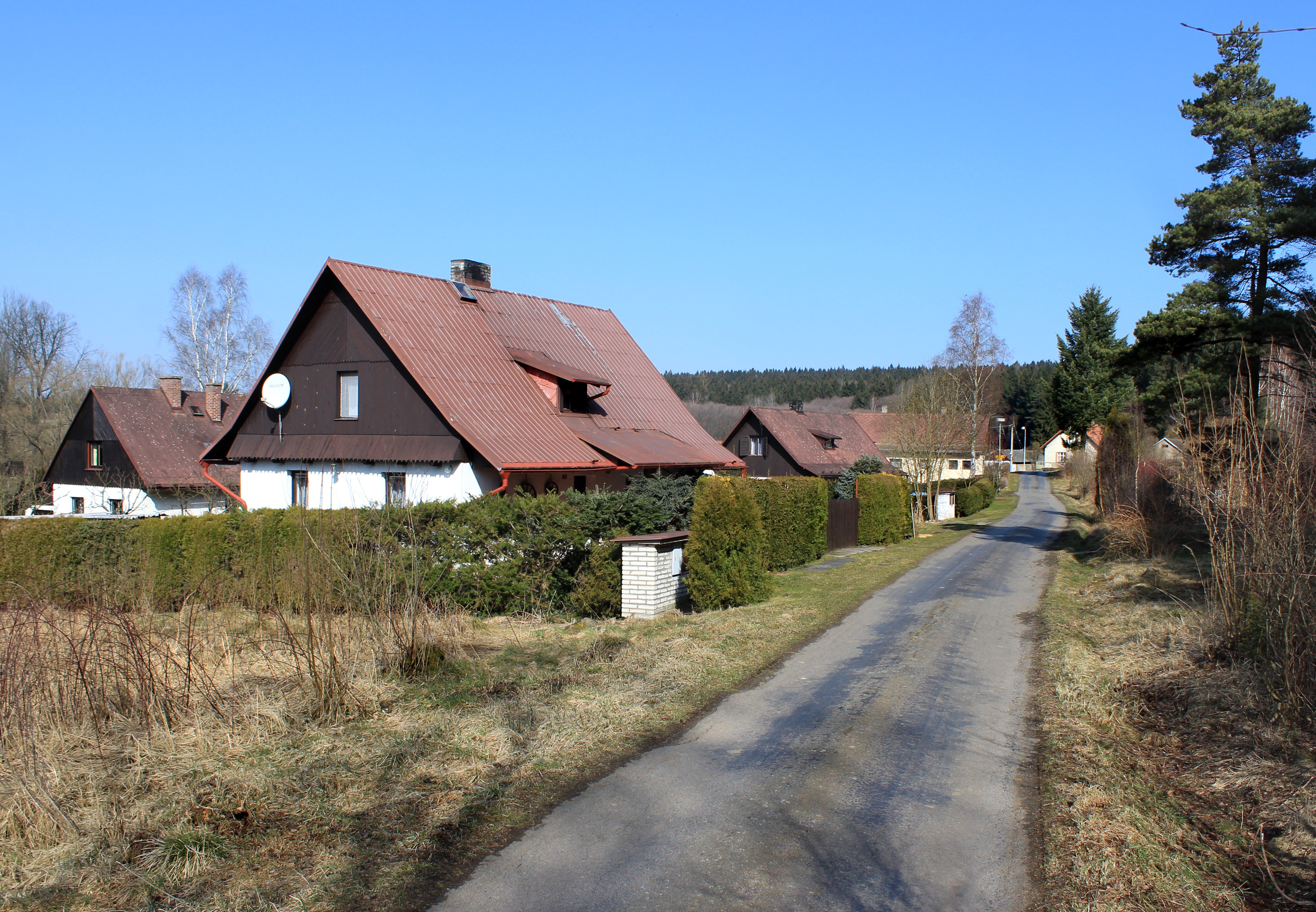
Chaty v západní části
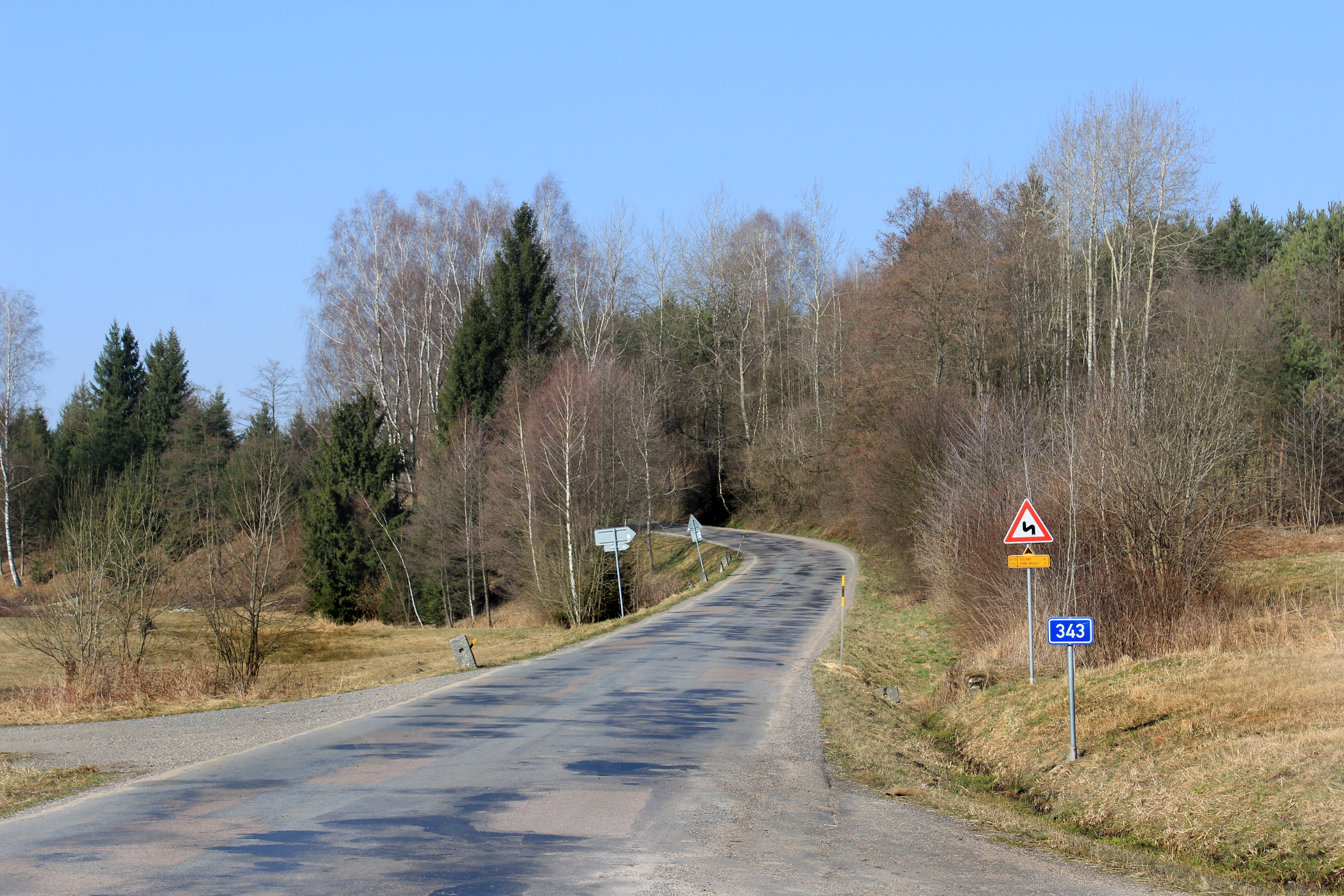
Silnice II/343 pod vesnicí